# Nasserisme

Nasserisme is een Arabisch-nationalistische politieke ideologie gebaseerd op het denken van de voormalige Egyptische president Gamal Abdel Nasser. Het had een grote invloed op de Panarabische politiek in de jaren 50 en 60 van de 20e eeuw, en blijft tot op de dag van vandaag aanzienlijke weerklank vinden in de hele Arabische wereld. Het is ook omgevormd tot andere nationalistische bewegingen tijdens de jaren 70 van de 20e eeuw. De omvang van de Arabische nederlaag in de Zesdaagse Oorlog van 1967 deed de status van Nasser, en de ideologie die met hem was verbonden, echter veel schade. Nasser zelf overleed in 1970, en een aantal belangrijke uitgangspunten van het Nasserisme werden herzien of geheel verlaten door zijn opvolger als Egyptische president, Anwar Sadat. Tijdens het leven van Nasser werden Nasseristische groepen aangemoedigd en vaak financieel gesteund door Egypte, in de mate dat velen van hen werden gezien als bereidwillige agenten van de Egyptische regering. 

## Ideologie
Nasserisme is een Arabisch-nationalistische en pan-Arabische ideologie, in combinatie met een vaag omschreven socialisme, vaak onderscheiden van het Oostblok of westerse socialistische gedachtegoed door het label  'Arabisch socialisme'. Hoewel ideologisch tegengesteld aan het westerse kapitalisme, ontwikkelde het Arabisch socialisme zich ook als een afwijzing van het communisme, dat als onverenigbaar met de Arabische tradities en de religieuze onderbouwing van de Arabische samenleving werd gezien. Als gevolg daarvan, trachten Nasseristen van de jaren 50 tot de jaren 80 van de 20e eeuw de opkomst van het communisme in de Arabische wereld te voorkomen, en voerden hierbij een pleidooi voor strenge straffen voor personen en organisaties die werd gedacht het communisme in de regio te willen verspreiden.

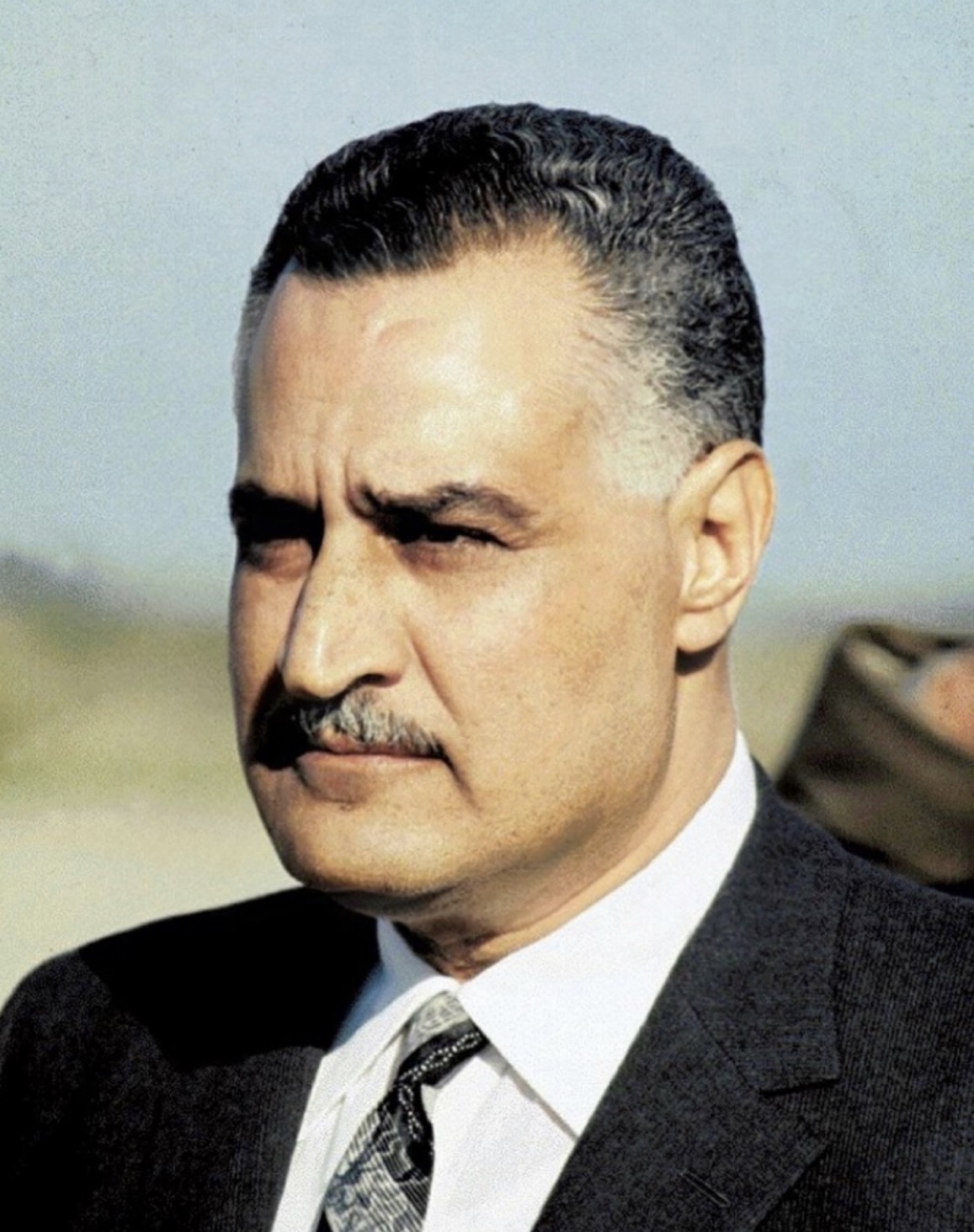
Nasser, 1969

Hoewel men zich bewust was van het islamitische en christelijke erfgoed van de Arabische wereld,  was het Nasserisme, zoals ook het Ba'athisme grotendeels een seculiere ideologie. Net als bij andere uitingen van Arabisch nationalisme, leidde dit tot een direct conflict met de islamitisch georiënteerde Arabische politieke bewegingen van de jaren 50 van de 20e eeuw, met name de Moslimbroederschap. Nasseristen steunden het streven naar een einde van westerse inmenging in Arabische zaken, de derde wereld en Niet-gebonden solidariteit, modernisering en industrialisering. Nasser zelf was fel gekant tegen het westerse imperialisme, en deelde de gangbare Arabische opvatting dat het zionisme een verlenging van het Europese kolonialisme op Arabische bodem was.
Op het politiek wereldvlak was Nassers Egypte, samen met Joegoslavië onder Josip Broz Tito, en India onder Jawaharlal Nehru, een grote voorstander van de Organisatie van Niet-gebonden Landen, die er voor pleitte dat ontwikkelingslanden buiten de invloed van de machtsblokken van de supermachten bleven. Maar ondanks dit beleid en de onderdrukking van de communistische organisaties binnen Egypte door de regering, maakten de verslechterende betrekkingen van Egypte met westerse mogendheden, in het bijzonder na de Suez-crisis van 1956, Egypte voor militaire en civiele bijstand afhankelijk van de Sovjet-Unie. Hetzelfde gold voor andere revolutionaire Arabische regeringen die, hoewel repressief ten opzichte van het communisme binnen de Arabische grenzen, sterke langdurige relaties aangingen met communistische staten buiten de Arabische wereld. De Egyptisch-Russische alliantie bleef behouden tot ver in het presidentschap van de opvolger van Nasser als president, Anwar Sadat, in het bijzonder met betrekking tot het Arabisch-Israëlisch conflict.